# 北海道道603号浦臼停車場線

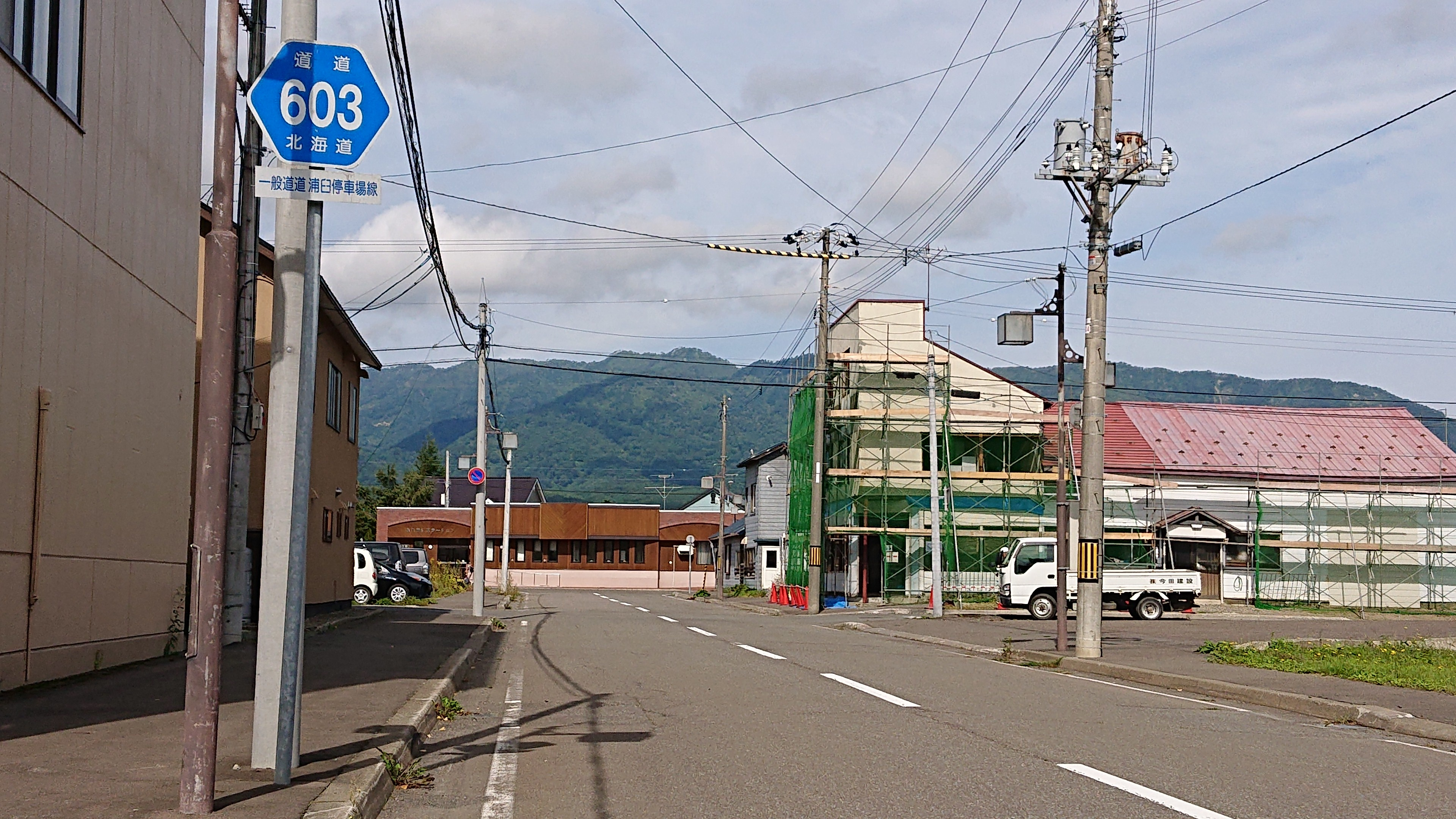
北海道道603号浦臼停車場線

北海道道603号浦臼停車場線（ほっかいどうどう603ごう うらうすていしゃじょうせん）は、北海道樺戸郡浦臼町内を結ぶ一般道道（北海道道）である。

## 概要

### 路線データ
- 起点：北海道樺戸郡浦臼町浦臼（JR北海道 札沼線 浦臼駅跡）
- 終点：北海道樺戸郡浦臼町浦臼（国道275号交点）
- 路線延長：0.2km（総延長）

## 歴史
- 1968年（昭和43年）3月30日 - 路線認定[1]。

## 地理

### 通過する自治体
- 空知総合振興局
  - 樺戸郡浦臼町

### 交差する道路
浦臼町
- 国道275号 - 浦臼（終点）

### 沿線にある施設など
浦臼町
- 浦臼町役場 - 浦臼町183-15